# Secretariado da Comunidade do Pacífico
O Secretariado da Comunidade do Pacífico ou SCP é uma organização regional intergovernamental cuja filiação inclui tanto nações como territórios. Objectiva desenvolver as capacidades técnicas, profissionais, científicas, de pesquisa, planeamento e gerência dos povos insulares do Pacífico, e providenciar conselhos e informação, para habilitá-los a tomarem decisões informadas sobre o seu futuro desenvolvimento e bem-estar. A sede do SCP é em Nouméa, Nova Caledónia.
O SCP foi fundado em 1947 como Comissão do Pacífico Sul por seis países desenvolvidos com interesse na região:
- Austrália
- Estados Unidos
- França
- Nova Zelândia
- Países Baixos
- Reino Unido

A área alvo do SCP inclui os seguintes países, que desde 1983 são membros plenos da organização:
- Ilhas Cook
- Estados Federados da Micronésia
- Nova Caledônia
- Polinésia Francesa
- Guam
- Fiji
- Ilhas Marshall
- Ilhas Salomão
- Kiribati
- Marianas Setentrionais
- Nauru
- Niue
- Palau
- Papua-Nova Guiné
- Pitcairn
- Samoa
- Samoa Americana
- Toquelau
- Tonga
- Tuvalu
- Vanuatu
- Wallis e Futuna

Com a excepção de Tonga, todos os países acima são os membros fundadores do SCP, sendo a maioria independentes. A Nova Guiné Holandesa, originalmente representada no SCP pelos Países Baixos, foi anexada à Indonésia em 1969 não fazendo mais parte do SCP.